# Gentianella dombeyana
Gentianella dombeyana är en gentianaväxtart som först beskrevs av Hugh Algernon Weddell, och fick sitt nu gällande namn av J.L. Zarucchi. Gentianella dombeyana ingår i släktet gentianellor, och familjen gentianaväxter. Inga underarter finns listade i Catalogue of Life.